# Centrorhynchus giganteus
Centrorhynchus giganteus är en hakmaskart som beskrevs av Lauro Travassos 1921. Centrorhynchus giganteus ingår i släktet Centrorhynchus och familjen Centrorhynchidae. Inga underarter finns listade i Catalogue of Life.